# Aalfang (Gemeinde Amaliendorf-Aalfang)
Aalfang (früher auch Eilfang) ist eine Ortschaft und eine Katastralgemeinde von Amaliendorf-Aalfang im Bezirk Gmünd im niederösterreichischen Waldviertel mit 359 Einwohnern (Stand 1. Jänner 2024). Bis Ende 1967 war Aalfang eine eigenständige Gemeinde.

## Geografie
Aalfang liegt etwa vier Kilometer südwestlich von Heidenreichstein an der Thayatal Straße und gliedert sich in die Streusiedlungen Oberaalfang und Unteraalfang. Im Norden fließt der Romaubach am Ort vorüber und mündet bei Unteraalfang in den Braunaubach. Im Nordosten ist der Ort mit der Streusiedlung Wielandsberg verwachsen. Am 1. April 2020 umfasste die Ortschaft 199 Adressen.

## Geschichte
Schweickhardt beschrieb die Einwohner teils als Waldbauern, die zwar gering bestiftet waren und deren Böden eine schlechte Ertragsfähigkeit aufwiesen, die aber besonders den Anbau von Flachs vorantrieben, wodurch in fast jedem Haus der übrigen Kleinhäusler die Verarbeitung von Leinen- oder Baumwollwaren eine Einkommensquelle darstellte.
Im Jahr 1822 wurde der Ort als Dorf mit 67 Häusern genannt, das zum einen Teil nach Heidenreichstein und zum anderen Teil nach Langegg eingepfarrt war; auch die Kinder wurden nach beiden Orten eingeschult. Die Herrschaft Heidenreichstein besaß die Ortsobrigkeit, übte die Landgerichtsbarkeit aus und besorgte die Konskription. Die Untertanen und Grundholde des Ortes gehörten den Herrschaften Eisgarn und Heidenreichstein.
Der Ort konstituierte sich 1850, also nach den Reformen 1848/1849, zusammen mit dem Ort Falkendorf zur selbständigen Gemeinde Eilfang mit damals 819 Einwohnern, die 1968 in der Gemeinde Amaliendorf-Aalfang aufging.

## Politik

### Bürgermeister
Im Jahre 1849 war Sebastian Diem (Wirtschaftsbesitzer) der erste gewählte Bürgermeister, der bis dahin Ortsrichter genannt wurde.
- 1850–1858 Leopold Koller (Wirtschaftsbesitzer)
- 1858–1864 Engelbert Dumser (Wirtschaftsbesitzer)
- 1864–1870 Josef Vikus (Direktor der Firma Stölzle)
- 1870–1873 Engelbert Dumser (Wirtschaftsbesitzer)
- 1873–1879 Johann Gruber (Wirtschaftsbesitzer)
- 1879–1919 Ludwig Gruber (Wirtschaftsbesitzer u. Gastwirt)
- 1919–1920 Vinzenz Trisko (Kleinhausbesitzer)
- 1920–1924 Johann Macho (Wirtschaftsbesitzer u. Kaufmann)
- 1924–1929 Franz Schwehla (Oberlehrer)
- 1929–1930 Leopold Wolf (Glasmacher)
- 1931–1934 Rudolf Siegl (Maurer)
- 1934–1945 Johann Gruber (Gastwirt)
- 1945–1946 Franz Immervoll
- 1946–1947 Karl Zalto
- 1948–1950 Alois Nowak
- 1951–1960 Karl Nowak
- 1961–1967 Johann Kropik[5]

## Wirtschaft
Schweickhardt erwähnte, dass die Erzeugnisse der hier ansässigen herrschaftlichen Glasfabrik, Weihpolzhütte genannt, bis in die Türkei ausgeführt wurden.
Laut Adressbuch von Österreich waren im Jahr 1938 der Ortsgemeinde Aalfang ein Arzt, ein Fleischhauer, zwei Gastwirte, zwei Gemischtwarenhändler, eine Hebamme, zwei Schuster, ein Tischler, ein Wagner und ein Landwirt verzeichnet.

## Verkehr
In Aalfang befindet sich eine Station der Waldviertler Schmalspurbahnen.

## Persönlichkeiten
- Robert Rada (1949–2016), Landesschulinspektor, Politiker und Abgeordneter zum Österreichischen Nationalrat